# Novel·la romàntica
|  | Aquest article tracta sobre les novel·les escrites durant l'època del romanticisme. Vegeu-ne altres significats a «Novel·la sentimental». |

La novel·la romàntica és la novel·la produïda pel moviment romàntic. Emperò, la novel·la fou un gènere relativament poc conreat pels autors romàntics, que privilegiaren la poesia, el teatre i l'assaig; dins la narrativa es dedicaren, sobretot, al conte.
Els trets generals de la novel·la romàntica són anunciats pel Werther (1774) de Goethe.
Exemples de novel·listes romàntics, en el ple sentit del mot, són: 
- en la literatura alemanya, el citat Goethe, Jean Paul i E. T. A. Hoffmann; Novalis, molt destacat com a poeta, produí una sola novel·la, important, però: la inacabada Heinrich von Ofterdingen.
- en la literatura anglesa, Walter Scott, Charlotte Brontë, Emily Brontë i Nathaniel Hawthorne; també caldria incloure-hi J. Fenimore Cooper, per El darrer dels mohicans.
- en la literatura francesa, Chateaubriand, Alfred de Vigny, Prosper Mérimée, Alfred de Musset, Alexandre Dumas (fill) i George Sand; Victor Hugo pertany al període, però està bastant allunyat de l'esperit romàntic.
- en la literatura italiana, Alessandro Manzoni.

Paral·lelament al moviment romàntic es desenvolupà la novel·la de consum popular, sobretot amb el gènere fulletonesc, que, en certa manera, estava influït per tòpics més o menys romàntics.
Col·loquialment el terme novel·la romàntica s'usa impròpiament per a referir-se a la novel·la sentimental o "rosa".